# Districte de Foix
El districte de Foix és un dels tres districtes del departament francès de l'Arieja, a la regió d'Occitània. Té 9 cantons i 135 municipis. El cap del districte és la prefectura de Foix.

## Cantons
- Cantó d'Acs
- Cantó de Foix-Rural
- Cantó de Foix-Ville
- Cantó de La Bastida de Seron
- Cantó de l'Avelanet
- Cantó de Las Cabanas
- Cantó de Queragut
- Cantó de Tarascon d'Arieja
- Cantó de Vic de Sòs